# Folgers

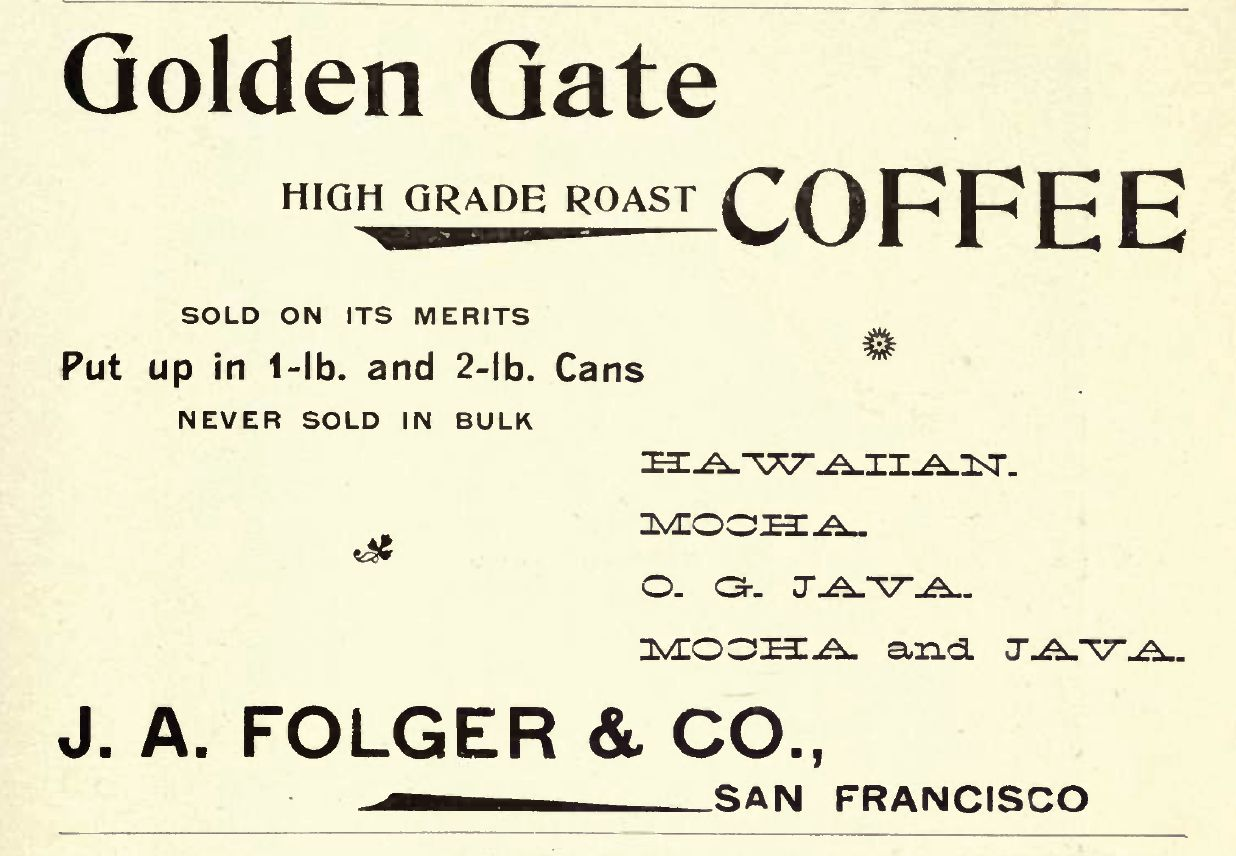
1898 Anunci d'un tipus de producte i de l'empresa J. A. Folger & cafè.

Folgers és una marca de cafè dels Estats Units, una part de la divisió de menjars i begudes de l'empresa J.M. Smucker Company. Des dels primers dels anys 90, ha estat el venedor més important de cafè molt als Estats Units.

## Història de l'empresa
La companyia Folger Coffee Company va ser fundada el 1850 a San Francisco, Califòrnia, EUA, amb el nom inicial de Pioneer Steam Coffee and Spice Mills. El propietari fundador, William H. Bovee, va veure una oportunitat de produir cafè torrat i cafè molt a punt per convertir-se en infusió. Abans, els californians havien de comprar fruits de cafè verd, i torrar-los i moldre'ls en el seu propi molinet. Per ajudar a construir el seu molí, Bovee va contractar James A. Folger com a fuster. James hi havia arribat de Nantucket Island a l'edat de 15 amb els seus dos germans més grans durant la febre de l'or de Califòrnia.
En la dècada del 1850, el querosè va començar a oferir una alternativa més barata a l'oli de balena, el qual havia estat el comerç que donava vida a Nantucket; com a conseqüència, es produí un reaprofitament de molts dels seus vaixells per en aquest cas, per portar cafè d'Amèrica del Sud a San Francisco. Després de treballar en el molí de Bovee durant gairebé un any, James havia estalviat prou diners per participar i liderar una empresa de mineria d'or. Va acordar transportar mostres de cafè i espècies, agafant encàrrecs de botigues de queviures pel camí. Al seu retorn a San Francisco el 1865, James esdevingué un soci de ple dret a The Pioneer Steam Coffee and Spice Mills. El 1872, va comprar les participacions dels altres socis i va rebatejar l'empresa com J.A. Folger & Co.
En 1861, James es va casar. Ell i la seva muller van tenir quatre nens, i dos dels nens van treballar en el negoci familiar. El 1889, James va morir, i el seu fill més gran, James A. Folger II, va ser el nou president de J.A. Folger & Co a l'edat de 26 anys. En la dècada del 1900, l'empresa va començar a créixer espcetacularment principalment a causa d'un venedor anomenat Frank P. Atha. Atha venia cafè en l'àrea de Califòrnia, però proposà a James Folger II que obrís i dirigís una planta de Cafè Folgers a Texas. L'empresa va créixer exponencialment després que Atha va obrir la planta de Texas. Sota el lideratge de mitjans de segle XX de Peter Folger, la marca esdevenia una de les empreses de cafè principals d'Amèrica del Nord, el mercat de cafè més gran del món.
Procter & Gamble adquiriren Folger el 1963. Durant la pertinença a P&G, Folgers arribà a ser la primera marca de cafè dels Estats Units d'Amèrica. P&G va anunciar el gener de 2008 que Folgers seria exclòs de P&G com una companyia amb base a Cincinnati; però aquell mes de juny va rectificar i va anunciar que el 2008 seria adquirit finalment per The J.M. Smucker Company. Utilitzant una tècnica financera rara anomenada Reverse Morris Trust, Smucker adquirí Folgers el novembre 2008 i la va convertir en una filial.
Abigail Folger, una hereva de la fortuna de l'empresa i amiga de l'actriu Sharon Tate, fou una de les cinc víctimes que, incloent Tate, van ser brutalment assassinades durant la matinada del 9 d'agost de 1969 per la "Família Manson" mentre eren a casa dels Polanski-Tate.

## Marques

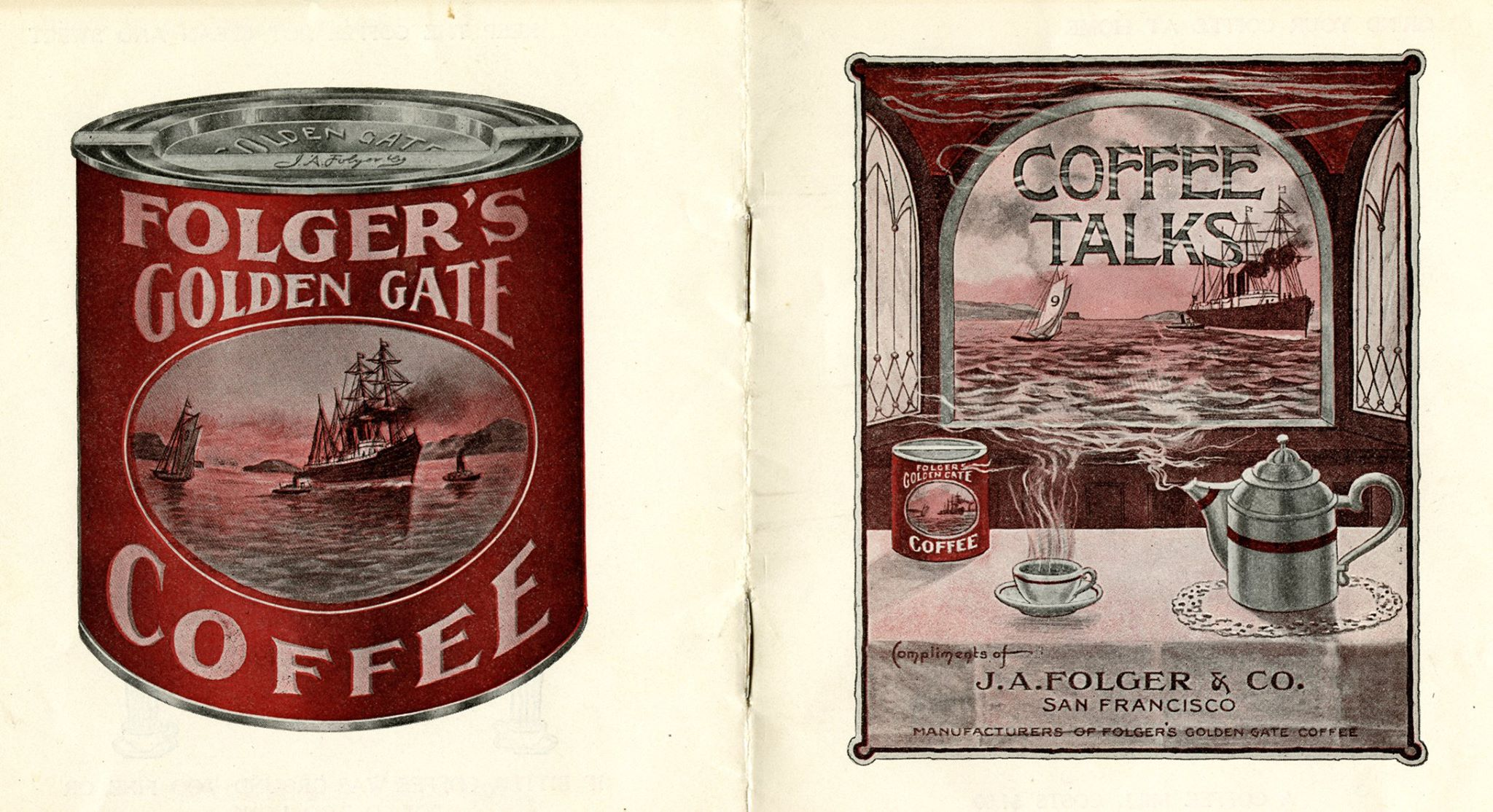
Anunci de cafè Folger de la marca Golden Gate, a inicis del segle XX (encara no apareix el pont Golden Gate als dibuixos, car encara no estava construït).

Algunes de les marques de Folgers disponibles als Estats Units són:
- Classic Roast, incloent la clàssica llauna "Red Can" i semi-torrats amb meitat de cafeïna
- El Classic Complements, incloent el Gourmet Suprem (torrat fosc), 100% Colombià (mig-torrat fosc), torrat francès (mig-torrat fosc), Seda Negra (torrat fosc) i mescla d'esmorzar (torrat lleuger)
- Simply Smooth (Senzillament Suau), un cafè de torrat mitjà.
- Cafè assaonat, que inclou avellana, vainilla francesa, seda de xocolata, i canyella
- Folgers Gourmet Selections (Seleccions de gourmet Folgers), una línia de cafès varietals i perfumats
- Cafè instantani, pots de vidre Folgers disponibles en Regular i Descafeïnat
- Singles, paquets d'un sol servei
- Càpsules de cafetera domèstica, per ús amb dosis d'una copa.
- Cappuccino, instantani en pols amb vainilla francesa i xocolata-moca
- Cafè estimulant, incloent caramel, vainilla, moca, i avellana
- Beguda concentrada a base de Cafè, per preparar freda. Incloent Llet Original, Caramel Macchiato, Vainilla Latte, i Avellana Latte
- 1850 una marca de primera qualitat que es va llançar en 2018 disponible en gra, molt, càpsules K-Cuppods i Iced Cafè

Al Canadà, Folgers està disponible com a Classic Roast i Mountain Roast. Al Regne Unit, estan disponibles en pots de vidre de Folgers Instantani.

## L'Edifici Folger

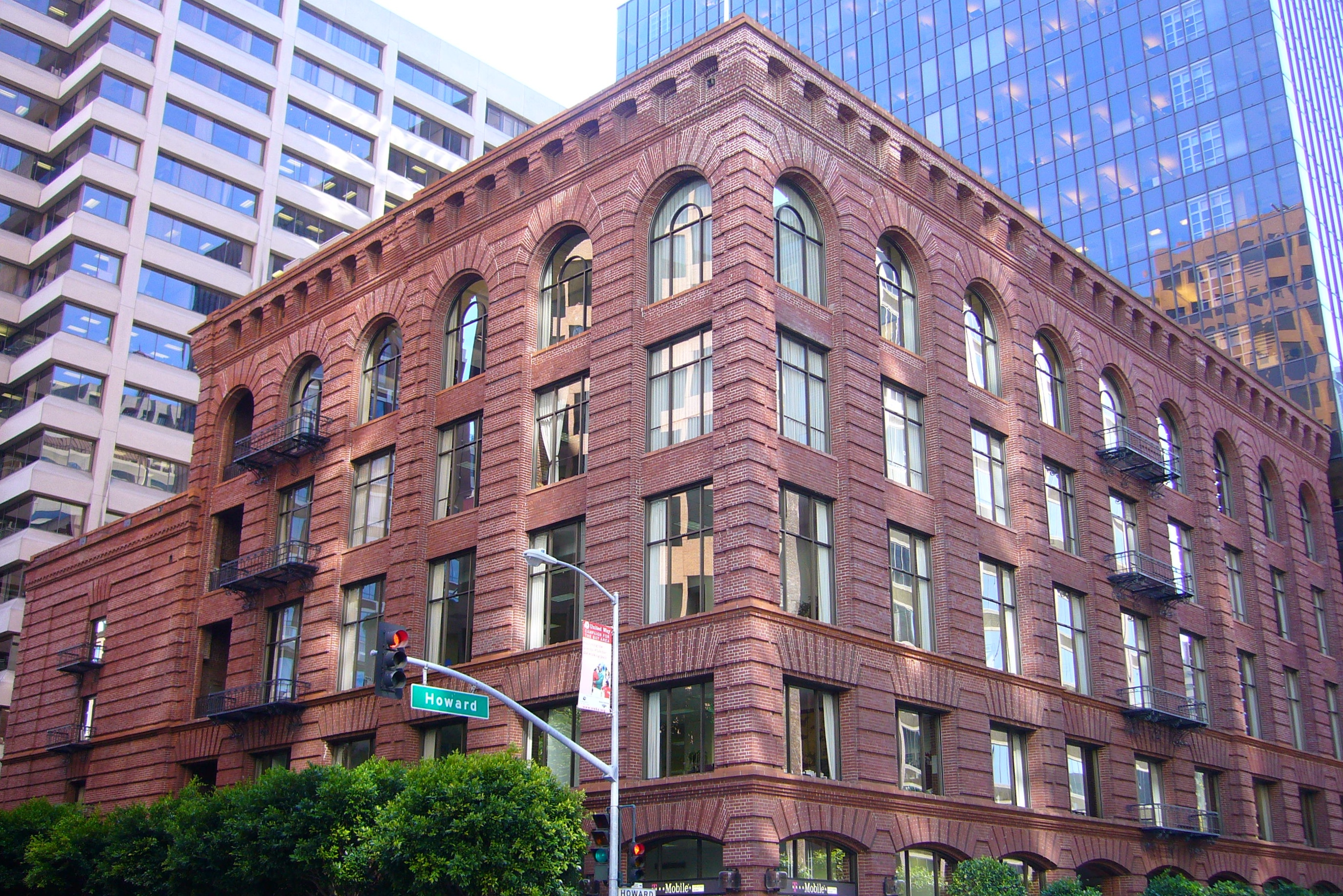
L'Edifici de l'Empresa de Cafè Folger al 101 del Carrer Howard, a San Francisco

De façana de maó i amb cinc plantes, l'edifici Folger Coffee Company està al número 101 del carrer Howard, San Francisco, Califòrnia. Era la seu anterior de Folgers fins que l'empresa fou absorbida per Procter And Gamble. L'edifici és a la llista del Registre Nacional de Llocs Històrics dels Estats Units. L'edifici encara té un cartell que diu "The Folgers Coffee Company" a una cantonada. LaWharton School of the University of Pennsilvània té el seu campus de Califòrnia en el pis superior, on s'imparteixen programacions de MBA de Wharton per Executius. El 2 d'agost de 2011, l'Edifici Folger va ser adquirit per la Universitat de San Francisco, marcant un retorn a les arrels de la universitat en la part antiga de San Francisco.